# Asterinales
Asterinales is een orde van Eurotiomycetes uit de onderklasse Coryneliomycetidae.

## Kenmerken
De Asterinales vormen vaak cirkelvormige netachtige structuren op het oppervlak van hun gastheren, waarin de zwarte vruchtlichamen, de Ascomata, zich bevinden. Deze zijn afgeplat, afgerond in omtrek, langwerpig of lineair, openend in een stervorm of met scheuren in de lengterichting om de buizen bloot te leggen. Appressoria kan aanwezig of afwezig zijn. asci zijn acht sporig, biseriaat, bolvormig tot halfbolvormig. De sporen zijn doorschijnend tot bruin, meestal bolvormig, maar ook cilindrisch. In de secundaire vruchtvorm zijn ze coelomycetisch met pycnidiën of hyfomycetisch met conidioforen. Deze secundaire vruchtlichamen zijn dan gelatineus en bleek.

## Levenswijze
De bekende soorten van de Asteriales leven parasitair of saprobisch op bladeren, stengels of stammen van hogere planten. Het zijn obligate biotrofen.

## Taxonomie
De orde bestaat uit de volgende familie:
- Orde: Asterinales
  - Familie: Aulographaceae
  - Familie: Asterinaceae
  - Familie: Asterotexiaceae
  - Familie: Hemigraphaceae
  - Familie: Lembosiaceae
  - Familie: Melaspileellaceae
  - Familie: Morenoinaceae
  - Familie: Neobuelliellaceae
  - Familie: Stictographaceae

De positie en omvang van de Asteriales werd tot voor kort betwist. De Asterinales werden aanvankelijk door Margaret Elizabeth Barr in 1976 ongeldig beschreven als een orde, aangezien de destijds vereiste Latijnse beschrijving ontbrak. David Leslie Hawksworth en Ove Erik Eriksson beschreven de orde vervolgens geldig in 1986 met de typefamilie Asterinaceae. Het is niet toegewezen aan een onderklasse binnen de Dothideomycetes. Wu en collega's stelden in 2011 voor om ook de families Aulographaceae en Parmulariaceae in de orde te plaatsen. Dit werd echter afgewezen door andere auteurs. In 2015 plaatsten Guatimosim en collega's het geslacht Asterotexis in een aparte familie (Asterotexiaceae) en orde (Asterotexiales). In 2017 werd deze nieuwe orde echter niet erkend en gezien als synoniem voor de Asteriales. De familie die wordt beschreven als Asterotexiaceae wordt echter geaccepteerd als Asterotexaceae. In 2018 introduceerden Dai en collega's vervolgens de families Hemigraphaceae, Melaspileellaceae en Stictographaceae.